# Albawings
Albawings est une compagnie aérienne à bas prix basée à Tirana en Albanie, à l'aéroport international de Tirana Nënë Tereza .

## Histoire
Albawings a été fondée en février 2015. Albawings a reçu le certificat de transporteur aérien (AOC) de l'Autorité de l'aviation civile albanaise le 4 février 2016,. La compagnie débute ses vols avec un Boeing 737-500, nommé "Spirit of Tirana".
Le 11 décembre 2016, le deuxième avion a été livré par Bruce Dickinson. L'avion loué était un Boeing 737-400 appartenant à Cardiff Aviation et a été nommé Sir Norman Wisdom, en référence à un acteur très populaire en Albanie principalement pour son rôle de M. Pitkinsous, le régime communiste d'Enver Hoxha.

## Destinations
La compagnie aérienne assure des vols vers plusieurs destinations européennes :
| Pays    | Ville    | Aéroport                                                          | Remarques |
| ------- | -------- | ----------------------------------------------------------------- | --------- |
| Albanie | Tirana   | Aéroport international de Tirana Nënë Tereza                      | Centre    |
| Italie  | Bari     | Aéroport Bari Karol Wojtyła                                       |           |
| Italie  | Florence | Aéroport de Florence                                              |           |
| Italie  | Pérouse  | Aéroport international de Pérouse San Francesco d'Assisi - Ombrie |           |
| Italie  | Pise     | Aéroport international de Pise                                    |           |
| Italie  | Rimini   | Aéroport international Federico Fellini                           |           |
| Italie  | Venise   | Aéroport de Venise Marco Polo                                     |           |

### Accords de partage de code
Albawings partage ses codes avec les compagnies aériennes suivantes:
- Blue Panorama Airlines

## Flotte

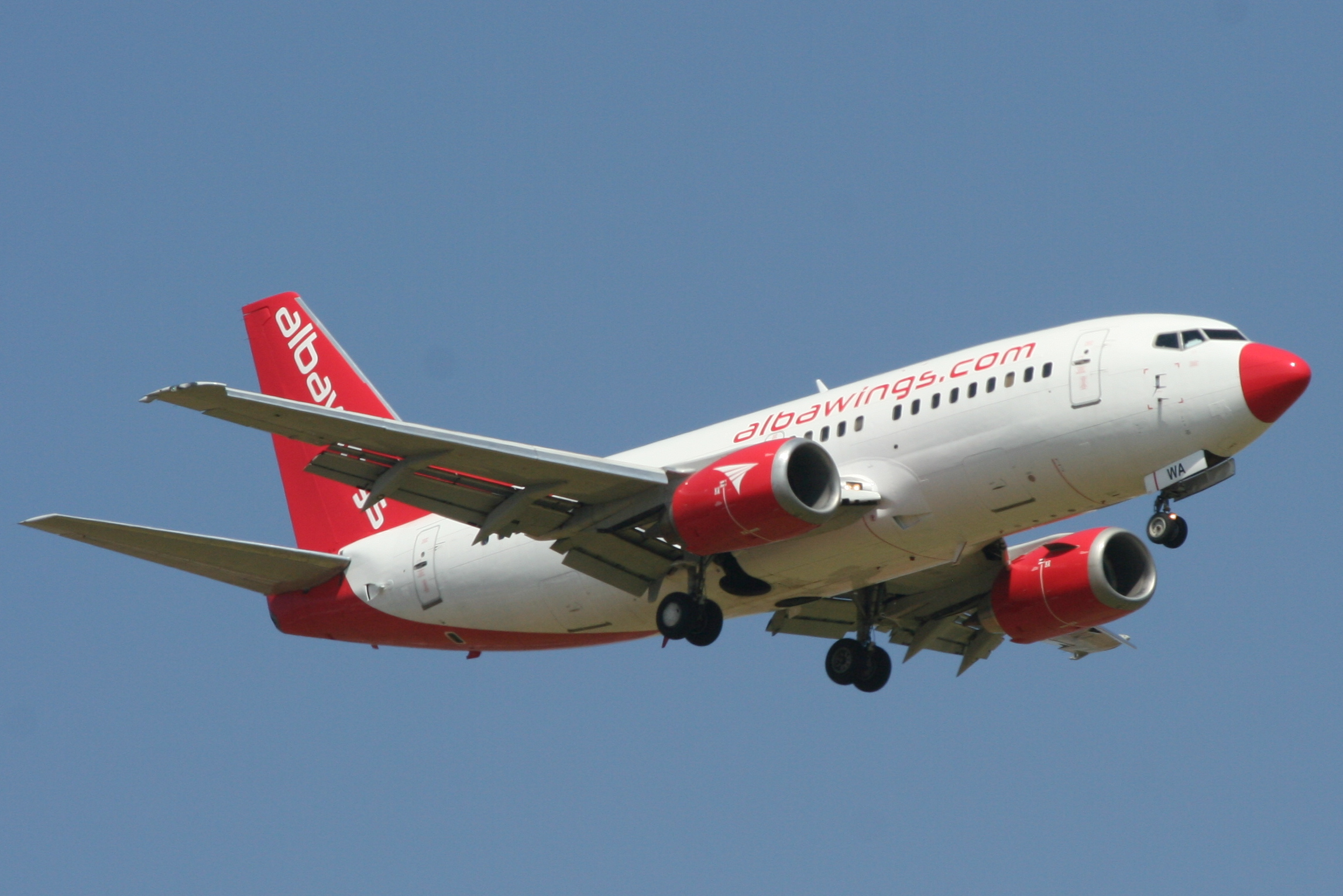
Albawings Boeing 737-500

La flotte se compose des aéronefs suivants (en février 2020):